# Christoph Ullmann (Mediziner)
Christoph Ullmann, selten auch Georg Christoph Ullmann (* 11. Mai 1773 in Kassel; † 18. Januar 1849 in Marburg) war ein deutscher Professor der Chirurgie und Augenheilkunde an der Universität Marburg.

## Leben
Christoph Ullmann wurde als Sohn des späteren Marburger Oberrentmeisters Johann Friedrich Ullmann aus Hofgeismar und der Marie Elisabeth Bode, Tochter des Platzmajors Johann Christoph Bode, geboren.
1797 erhielt er die Erlaubnis, sich im Oberfürstentum Hessen als praktischer Arzt niederzulassen und eröffnete eine Praxis in Marburg. 1804 wurde er als Bandagenlehrer an der Marburger Universität angestellt und verpflichtet, unter der Direktion des Professors der Chirurgie „Übungen an Cadavern“ vorzunehmen. Im selben Jahr noch wurde er zum außerordentlichen Professor der Medizin für Bandagenlehre, materia medica und Augenkrankheiten ernannt. 1806 wurde er ordentlicher Professor für Anatomie und (bis 1810) Direktor des Anatomischen Instituts und 1815 ordentlicher Professor der Chirurgie einschließlich Augenheilkunde und Direktor der Chirurgischen Klinik, schließlich auch (bis 1843) des Landeskrankenhauses. Er war Dekan der Medizinischen Fakultät in den Jahren 1819, 1827, 1833, 1837, 1841 und 1845. 1839 erhielt er den Titel eines Geheimen Medizinalrates.

## Sonstiges
Christoph Ullmann ist der Bruder des Mineralogen Johann Christoph Ullmann. Wie dieser war er Mitglied der Marburger Freimaurerloge Marc Aurel zum flammenden Stern. 1834 wurde er „wegen besonderer Verdienste um das allgemeine Wohl“ Ehrenbürger der Stadt Marburg.